# Virgin Plus
Virgin Plus (connu comme Virgin Mobile jusqu'en 2021) est une compagnie de téléphonie mobile créée le 1er mars 2005 grâce à une entente de partage équitable entre Virgin Group et Bell Canada. Depuis 2009, Bell Mobilité est propriétaire unique de Virgin Mobile au Canada.

## Historique

### Pré-début (2003-2004)
Le nom de domaine VirginMobile.ca fut enregistré le 4 juillet 2003 par Virgin Enterprises Limited avec le Canadian Internet Registration Authority.  Il y avait une page de stationnement de domaine jusqu'au 14 juin 2004, où une annonce apparut au lieu.  Il y avait également des renseignements au sujet de la compagnie, ainsi que des liens aux articles de nouvelles connexes et des postes d'emploi.  Virgin déclarait: « nous travaillons comme des maniaques afin de vous apporter la compagnie de téléphone mobile la plus formidable au Canada ».

### Début (2005-2007)
Virgin Mobile a ouvert ses portes au Canada le 1er mars 2005 en tant que mobile virtual network operator (MVNO) dépendant du réseau de Bell Mobilité.  À l'époque, seuls les services prépayés étaient disponibles chez Virgin.  Le site web de la compagnie montrait les téléphones simples offerts, et proclamait offrir des services mobiles « sans attrapes ».  Depuis son début, Virgin utilisait de la publicité choquante et provocante, ce qui a mené à des demandes d'excuses publiques, d'un retrait de la publicité, et même de boycott du fournisseur.  Malgré tout, Virgin Mobile Canada a continué d'utiliser cette technique de marketing.

### Services postpayés offerts (2008)
Dès le mois de février en 2008, Virgin Mobile Canada a commencé les services sans fil postpayés.  Nommés « monPlan », ils offrent une multitude d'options, y compris la fonction d'établir son propre horaire pour les appels illimités au lieu d'être forcé de bavarder la nuit.  Le slogan actuel, « c'est bien meilleur quand on est membre », encourage les Canadiens à considérer les services postpayés offerts par Virgin Mobile.

### Achat entier par Bell Mobilité (2009-aujourd'hui)
Le 7 mai 2009, Bell Mobilité acquiert le 50 % de Virgin Mobile Canada qui ne lui appartenait pas auparavant pour une somme de 142 millions de dollars et a formé avec Virgin une entente prolongée permettant l'utilisation de sa marque. La transaction est 
Dès le 2 février 2010, le réseau HSPA de Bell Mobilité fut disponible pour les abonnés de Virgin. Cette journée-même, la compagnie a ajouté à son catalogue des cartes SIM, des modems USB et trois téléphones intelligents HSPA : l'iPhone 3G, l'iPhone 3GS et le BlackBerry Bold 9700.  Le Virgin Mobile SuperTab fut introduit le 23 août 2010 pour répondre à la compétition des autres fournisseurs, surtout Koodo Mobile.
Le 19 juillet 2021, BCE, propriétaire de Virgin Mobile au Canada, annonce dans un communiqué de presse que la marque existera désormais sous le nom Virgin Plus. D'après celui-ci, le nouveau nom ainsi que la nouvelle identité « reflètent l’évolution de son offre de services, qui va maintenant  au-delà des services mobiles ». 

## Réseaux
Anciennement, les services mobiles fournis par Virgin utilisaient seulement le réseau AMRC (CDMA) de Bell Mobilité.  Depuis que BCE a acheté entièrement Virgin, par contre, la marque préfère l'utilisation des périphériques HSPA+ sur le réseau de ce type.  Depuis le 16 mars 2012, Virgin Mobile offre le LTE de Bell mobilité, mais n'offrait pas, lors du lancement de l'offre, des appareils compatibles LTE.  Les clients peuvent donc seulement activer leurs appareils ou leur tablettes LTE avec une carte SIM Virgin, que la marque fournit d'ailleurs gratuitement.

### Publicité
Lors de la cérémonie de démarrage de Virgin Mobile Canada le 1er mars 2005, il y avait des « naughty nurses » (vilaines infirmières) utilisées dans la publicité de la compagnies.  L'Association des infirmières et infirmiers autorisés de l'Ontario exigeait une excuse de la part de Richard Branson, propriétaire du Virgin Group, ainsi qu'un arrêt immédiat à l'utilisation risquée des infirmières dans la publicité de Virgin.  De plus, les membres ont boycotté les produits de Virgin, y compris les services de mobilité.  Paula Lash, porte-parole pour Virgin Mobile, prétend de ne vouloir faire aucun mal avec cette publicité, mais elle a continué de la produire malgré tout.
Plus tard, dans le magazine jeunesse anglophone Vice sorti au mois de décembre en 2005, Virgin Mobile donnait du papier d'emballage de Noël « Super Hot Holiday » (fêtes super chaudes) afin de promouvoir le téléphone nommé « Hot Box » (boîte chaude).  Par contre, les anges de Noël illustrés sur l'emballage se touchaient intimement. L'homme touchait le sein de la femme, et elle plaçait une de ses mains sur le pénis du mâle.  Après avoir reçu une plainte, le cinéma Cineplex Divertissement a rompu ses liens avec Virgin Mobile. Depuis l'an 2009, le cinéma s'associait uniquement avec les marques de téléphonie mobile de Telus.

### Facturation
Virgin Mobile Canada a reçu deux nominations pour le titre de « Canada's Worst Cellphone Bill » (la pire facture mobile au Canada) sur l'émission anglophone CBC Marketplace. Une nomination a eu lieu en 2010, tandis que l'autre a été donnée en 2011. Bell Mobilité, la compagnie qui possède Virgin Mobile au Canada, s'est vu décerner elle aussi le titre lors de ces deux années,.

## Produits

### Téléphones de base
Virgin Mobile propose des téléphones. Ils sont désimlockés comme la loi l’exige depuis 2019.

## Charité
La division canadienne de l'association caritative Virgin Unite a été créée le 12 novembre 2007.  La société Virgin Mobile au Canada vend des téléphones exclusifs, construits par Samsung, afin de subventionner Virgin Unite.  Semblables à Product Red, les téléphones sont rouges et leur achat est accompagné d'un don charitable :
- Le Samsung Link est sorti le 10 mai 2010.  L'appareil AMRC était vendu au prix de 69,99 $, dont 10 $ sera donné à la charité Virgin Unite.  Depuis le 1er août 2011, le téléphone est encore disponible à 0 $ avec un contrat de trois ans ou un SuperTab, à 79,99 $ avec un contrat de 30 jours, ou 59,99 $ avec un plan prépayé au choix.  Même si le Link est également disponible chez d'autres fournisseurs tels que Bell Mobilité et Solo Mobile, le modèle rouge n'est disponible que chez Virgin Mobile Canada.
- Le Samsung Gravity 3 fut sorti le 10 juin 2011.  Utilisant la technologie HSPA+, l'appareil coûte 0 $ avec un contrat de trois ans ou un SuperTab, à 129,99 $ avec un contrat de 30 jours, ou 69,99 $ avec un plan prépayé au choix.  Pour chaque Gravity 3 vendu, un don de 15 $ sera versé à Virgin Unite[14].  Bien que l'appareil soit présenté comme étant d'une "édition limitée", les fournisseurs SaskTel et Solo Mobile vendent le même téléphone avec la même couleur rouge, sans donner un seul sou à Virgin Unite.  Ces deux derniers fournisseurs vendaient l'appareil avant son arrivée chez Virgin[15],[16].

Virgin offre également un programme pour les bénévoles, leur permettant d'accumuler des points en aidant certaines charités.  Les points n'ont aucune valeur monétaire, mais peuvent être échanges pour des prix tels que des billets de concert.  Lors des mois de juin et juillet en 2011, les bénévoles de Virgin Unite au Canada pouvaient échanger 500 points afin d'obtenir des billets pour un concert canadien du California Dreams Tour de Katy Perry.  Par contre, le concert à Montréal ne faisait pas partie de ce programme.

## Détaillants
Depuis le 4 janvier 2010, les produits et services Virgin Mobile sont vendus aux magasins La Source, également une propriété de Bell Canada.  Auparavant, le détaillant vendait des produits Rogers Sans-fil.  On compte au moins 800 magasins La Source au pays.

## Annexe